# Ramanujganj
Ramanujganj é uma cidade e uma nagar panchayat no distrito de Surguja, no estado indiano de Chhattisgarh.

## Demografia
Segundo o censo de 2001, Ramanujganj tinha uma população de 9854 habitantes. Os indivíduos do sexo masculino constituem 52% da população e os do sexo feminino 48%. Ramanujganj tem uma taxa de literacia de 65%, superior à média nacional de 59,5%: a literacia no sexo masculino é de 74% e no sexo feminino é de 56%. Em Ramanujganj, 17% da população está abaixo dos 6 anos de idade.